# Euclidesis trigoniata
Euclidesis trigoniata är en fjärilsart som beskrevs av George Francis Hampson. Euclidesis trigoniata ingår i släktet Euclidesis och familjen nattflyn. Inga underarter finns listade i Catalogue of Life.